# روبن د لا رد
روبن د لا رد (انگلیسی: Rubén de la Red؛ زادهٔ ۵ ژوئن ۱۹۸۵) یک بازیکن فوتبال و سرمربی اهل اسپانیا است.
از باشگاه‌هایی که در آن بازی کرده‌است می‌توان به ختافه، باشگاه فوتبال رئال مادرید، رئال مادرید کاستیا و تیم ملی فوتبال اسپانیا اشاره کرد.